# Rashee Rice
Rashee Rice (North Richland Hills, Texas; 22 de abril de 2000) es un jugador profesional estadounidense de fútbol americano, se desempeña en la posición de wide receiver en Kansas City Chiefs, en la National Football League (NFL).

## Carrera
Hizo su debut profesional con el equipo Kansas City Chiefs, lleva jugando una temporada, comenzó en el 2023.